# Сидоровское (Костромская область)
Сидоровское — село в Красносельском районе Волгореченской области, административный центр Сидоровского сельского поселения.

## История
Село Сидоровское известно с начала XVII века. В начале 1600-х годов оно упоминается как владение боярина Фёдора Ивановича Мстиславского. В XVII и XVIII веках Сидоровское было дворцовым селом. В селе располагались казенные конюшни. Крестьяне Сидоровского и села Красного, расположенного в 5 верстах от Сидоровского, занимались кустарным производством серебряных изделий, таких как кольца, перстни, серьги и прочее. Их изделия распространялись по всей России.

## Население
| 2008 | 2010 | 2014 |
| ---- | ---- | ---- |
| 672  | ↘667 | ↘613 |

## Экономика
В селе имеется Сидоровская ювелирная фабрика (https://krasnoe.com/), ранее входившая в структуру российской ювелирной сети «Алмаз-Холдинг».

## Инфраструктура
Дом культуры, школа.

## Достопримечательности
Среди достопримечательностей — здание заброшенного храма. Рядом с храмом — церковь. Имеется восстановленная часовня.

## Известные сидоровчане
- Сыромятников, Борис Павлович — лётчик, Герой Советского Союза (посмертно).